# Alexandramannen
Atheer as-Suhairy (ibland transkriberat som as-Suhairy), även känd som Alexandramannen, född den 8 juli 1975 (enligt honom själv född 1973) i Irak, är en irakisk-svensk sexualbrottsling. 

## Brott och dom[1]
As-Suhairy, som kom till Sverige 1992, sökte upp sina offer på Internet och inriktade sig på yngre flickor. Han dömdes den 14 juli 2006 av Malmö tingsrätt till elva års fängelse för våldtäkt, grovt sexuellt utnyttjande av underårig, misshandel, sexuellt tvång och förförelse av ungdom, samt till utvisning på livstid efter avtjänat straff. As-Suhairy förpliktades även betala nästan 2,4 miljoner kronor i skadestånd. 
Hovrätten sänkte senare straffet till tio års fängelse. Domen överklagades till Högsta domstolen som den 11 juni 2007 meddelade att man inte medgav prövningstillstånd utan att hovrättens dom skulle gälla.

## Tidigare domar[1]
Al-Suhairy dömdes 1999 av Sundsvalls tingsrätt för grovt sexuellt ofredande. 2002 dömdes han av Gävle tingsrätt till skyddstillsyn för förförelse av ungdom.

## Frisläppning och utvisning
I början av december 2011 hade han avtjänat halva sitt fängelsestraff och utvisades till sitt födelseland Irak.